# قائمة أودية ليبيا

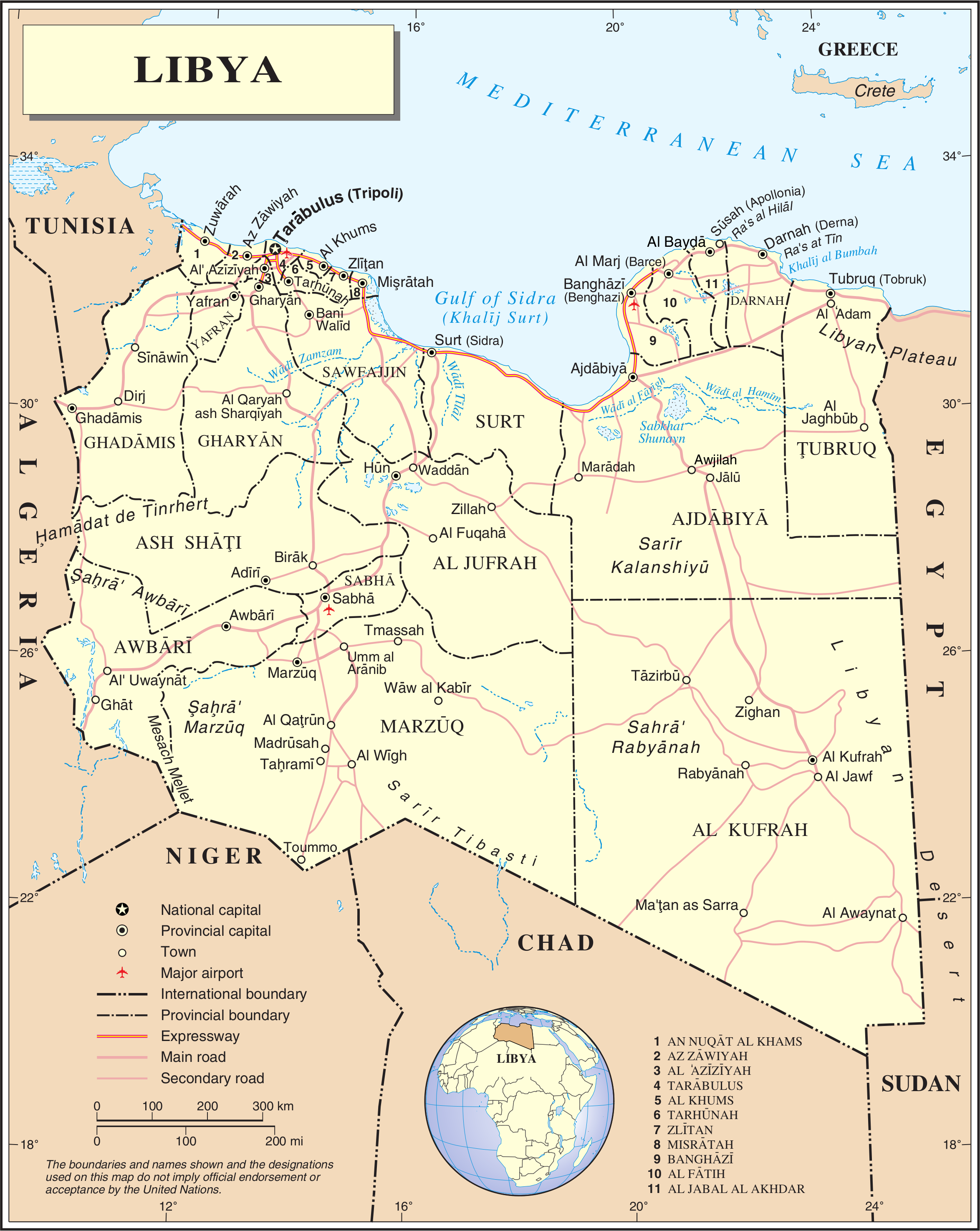
خريطة ليبيا مع بعض من أهم الأودية.

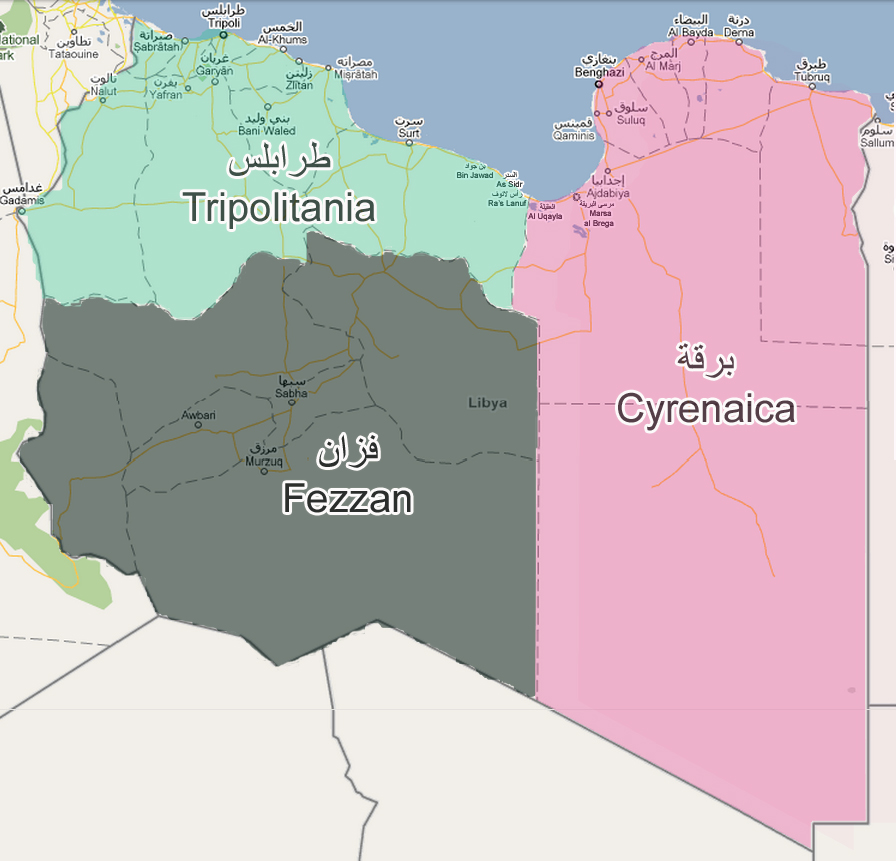
خريطة مناطق ليبيا: طرابلس، فزان وبرقة.

هذه قائمة الأودية في ليبيا. هذه القائمة مرتبة حسب الإقليم ثم الحروف الأبجدية.

## طرابلس
- وادي ابن اجبارة
- وادي ابن وليد
- وادي الأثل
- وادي الأرباع
- وادي الأغزار
- وادي أم العجرم
- وادي أوال
- وادي بو موسى
- وادي بي الكبير
- وادي تارغلات (وادي شنبس)
  - وادي كعام
- وادي تارغوت (شرق)
- وادي تارغوت (غرب)
- وادي تلال
- وادي تامت
- وادي تاناروت
- وادي جارف
- وادي حسّان
- وادي الحنيوة
- وادي العشار (وادي الخرفع)
- وادي ربَّود
- وادي الرمل
- وادي زمزم
- وادي السِّكت
- وادي السَّكفل
- وادي سوف الجين
- وادي الشقيقة
- وادي العقر
- وادي غان
- وادي القواسم
- وادي لبدة
- وادي ماجر
- وادي المجينين
- وادي مراح
- وادي المردوم
- وادي مرسيط
- وادي المسيد
- وادي مطراتين
- وادي المقطاع
- وادي ملغة
- وادي ميمون
- وادي هراوة
- وادي الهيرة
- وادي وشتاتة

## فزان
- وادي الآجال
- وادي أم العريس
- وادي برجوح
- وادي تانيزفورت
- وادي حكمة
- وادي الشاطئ
- وادي الشيتي
- وادي مارازت
- وادي الناشُّو
- وادي النطرون

## برقة
- الوادي الأحمر
- وادي التميمي
- وادي الحميم
- وادي الخليج
- وادي الزيفن
- وادي السقَّى
- وادي الفارغ
- وادي القصور
- وادي القطارة
- وادي الكوف
- وادي المعاق
- وادي حسين
- وادي درنة
- وادي سمالوس
- وادي الويجي
- وادي مسوس